# Giant Geyser
Giant Geyser este un gheizer de tip con în bazinul "Upper Geyser Basin" din Parcul Național Yellowstone din Statele Unite.

## Geografie
Giant Geyser este denumirea pentru grupul gigant de gheizere, care include Bijou Gheizer, Giant Gheizer și Mastiff Gheizer. Denumirea de Giant Geyser se referă, de asemenea, la platforma Giant, o structură de piatră care încorporează toate aceste gheizere. Giant Geyser este cunoscut ca fiind spectaculos, dar are erupții sporadice, și mai este cunoscut pentru conul său foarte mare, care are aproximativ 3,65 metri înălțime.

## Istoric
La data de 18 septembrie 1870 Expediția Washburn-Langford-Doane a intrat în bazinul "Upper Geyser Basin" și au observat gheizerele care erupeau. În timpul explorărilor ei au numit șapte gheizere din bazin, inclusiv Giant.  Nathaniel P. Langford în 1871 a descris Giant Geyser.

"Giant" are un crater accidentat, 3 metri în diametru, la exterior, cu un orificiu neregulat care are cinci sau șase metri în diametru. Aruncă o vastă cantitate de apă, și singura dată când l-am văzut în erupție, coloana de apă avea 1.52 metri în diametru, și 43 metri în înălțime pe verticală, a continuat să erupă fără întrerupere timp de aproape trei ore. Craterul seamănă cu un model în miniatură al Colosseumului..

## Erupții

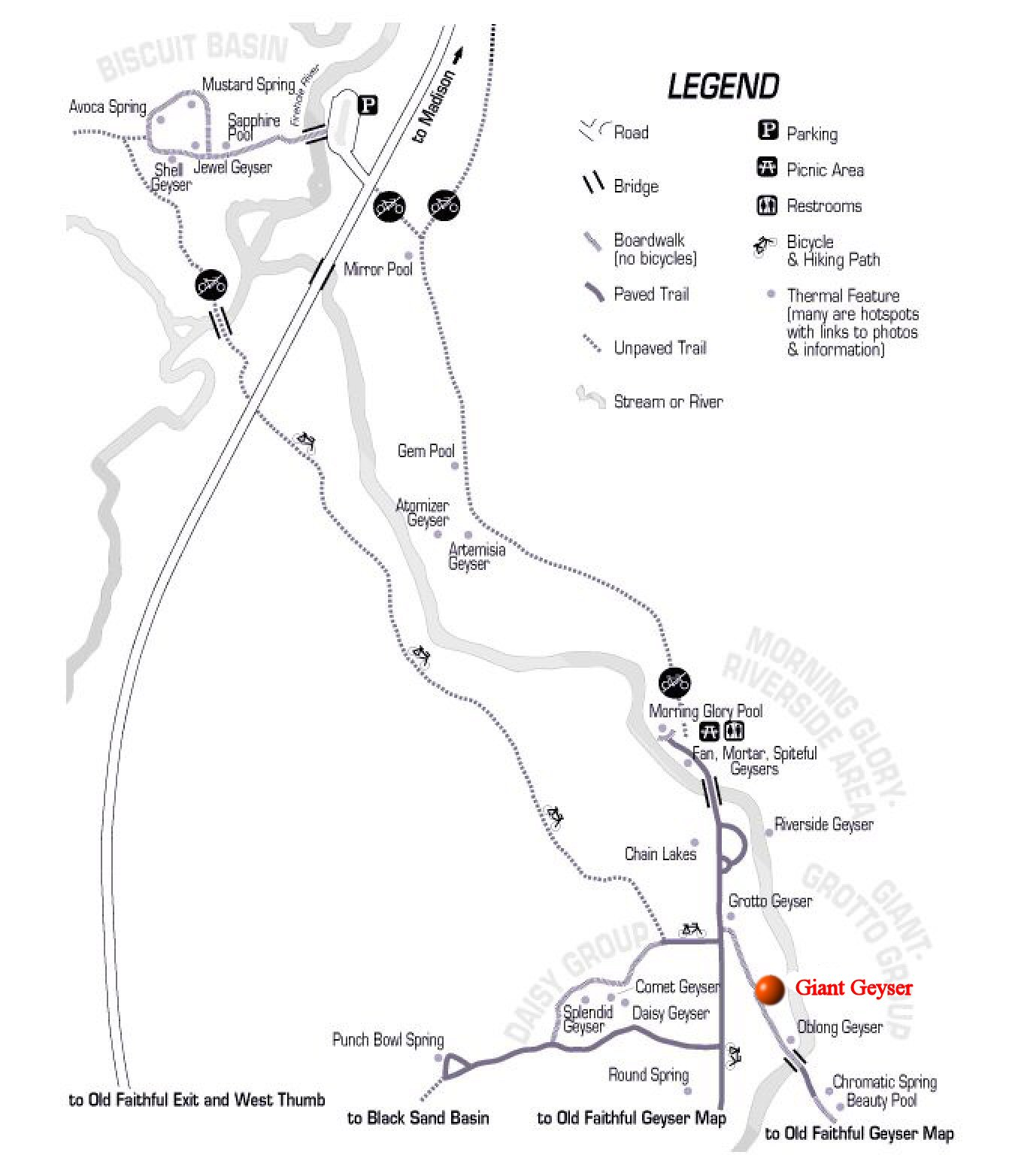
Harta

Erupțiile au loc la câteva zile sau săptămâni.  Nivelul său de activitate variază considerabil de la un an la altul.  De mai mulți ani începând cu 1955, Giant Geyser a fost latent, și din 1963 până în 1987 doar șase erupții au avut loc. Prin contrast, în 1997, intervalul dintre erupțiile medii era mai puțin de patru zile. Faza activă cea mai recentă a început pe 6 august 2005 și a continuat până în 29 aprilie 2008, când activitatea a scăzut dramatic; a existat o singură erupție din nou, pe 26 august 2008. Au existat 11 erupții în 2005, 47 în 2006, 54 în 2007 (cele mai erupții dintr-un an începând din anul 1955), și 15 din 2008 până în prezent. Motivele pentru această variabilitate sunt necunoscute, dar par să fie legate de un schimb de energie termică între Giant Geyser și gheizerul Grotto Gheyser care se află în apropiere.
Scala spectaculoasă a unei erupții a Giant Geyser, combinată cu activitatea relativ frecventă în ultimii ani, a făcut ca gheizerul să devină obiect de studiu. Când Giant Geyser erupe, activitatea poate fi destul de dramatică, poate dura aproximativ o oră și, uneori, ajunge la peste 76 de metri înălțime.

## Galerie de imagini

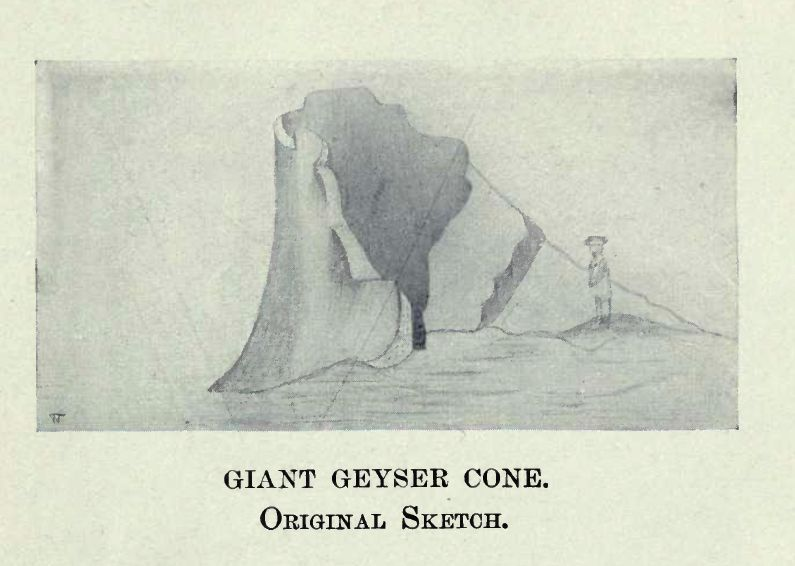
Schiţa originală a Giant Gheiser, 1870
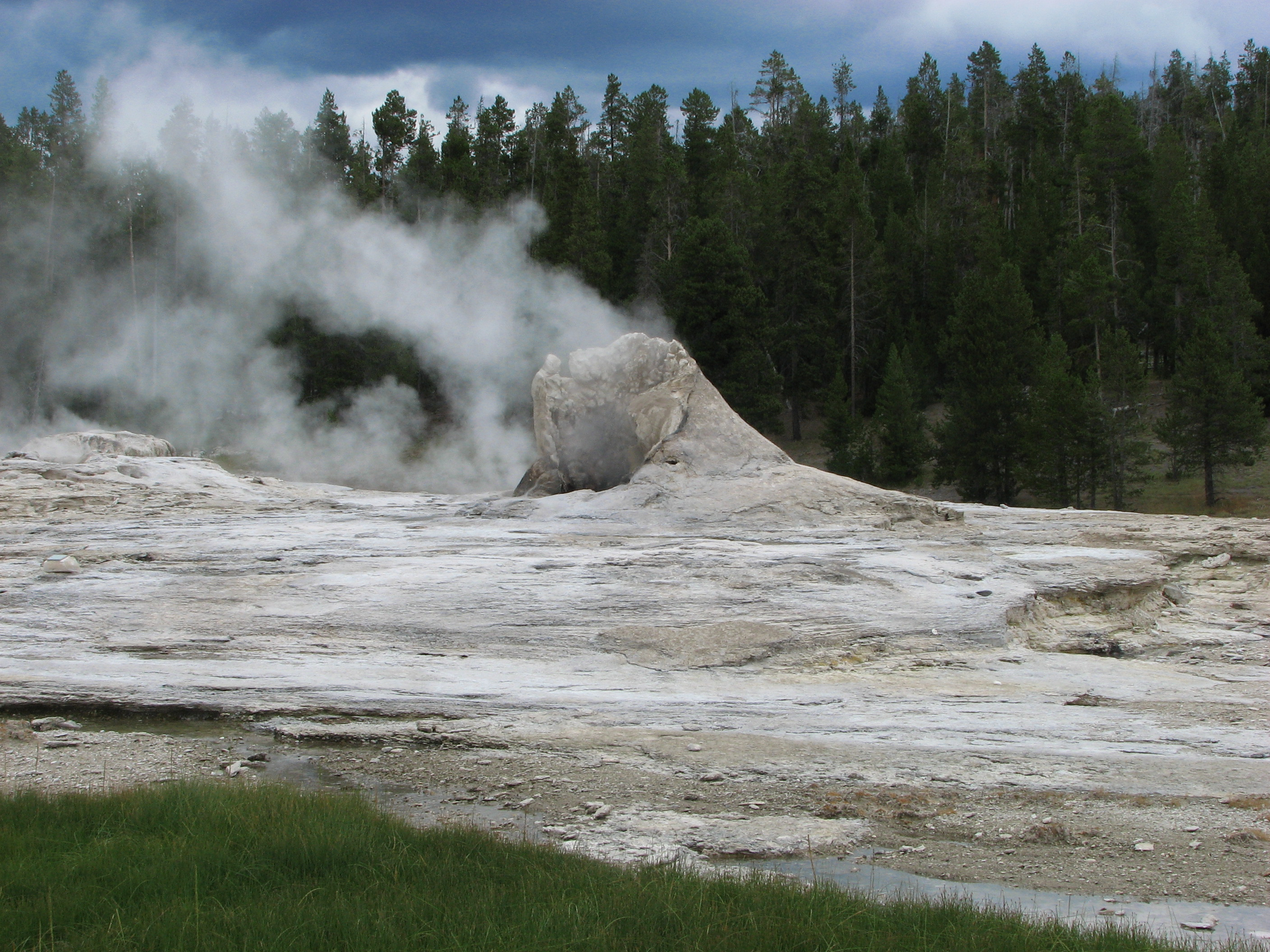
Conul lui Giant Geyser
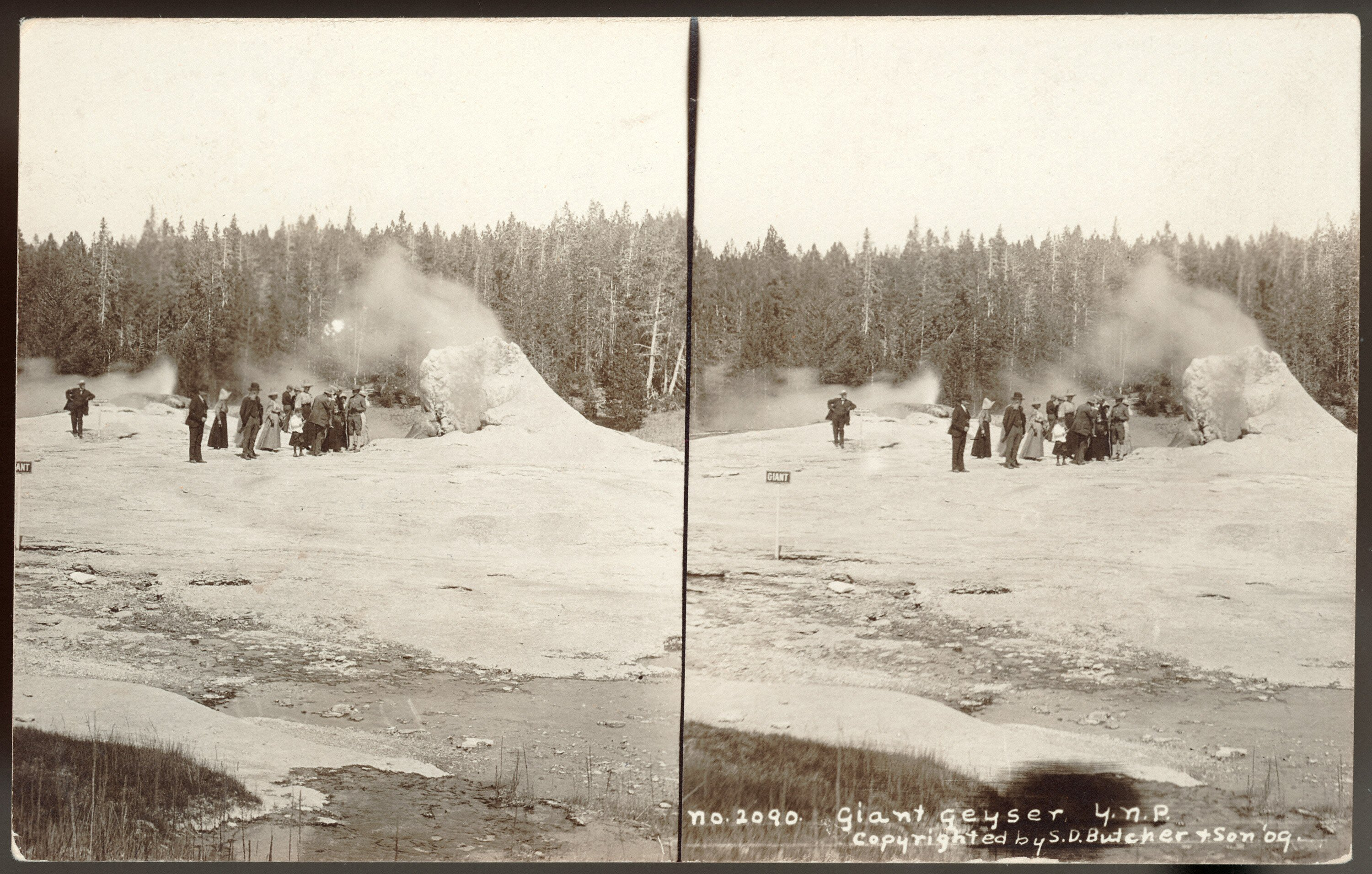
Giant Geyser, 1909